# Carleen Hutchins
Carleen Maley Hutchins (Springfield, Massachusetts, 24 de mayo de 1911-Wolfeboro, Nuevo Hampshire, 7 de agosto de 2009) fue una profesora de ciencias de secundaria, fabricante de violines e investigadora estadounidense, conocida por su creación, en las décadas de 1950 y 1960, de una familia de ocho violines de tamaño proporcionalmente sucesivo conocidos como el octeto de violines, y por un considerable cantidad de investigaciones sobre la acústica de los violines. Nació en Springfield, Massachusetts y trabajó en su casa en Montclair, Nueva Jersey.

## Contribuciones
La mayor innovación de Hutchins, todavía utilizada por muchos fabricantes de violines, fue una técnica conocida como afinación de placas libres. Cuando no están unidas a un violín, la tapa y el fondo se denominan placas libres. Su técnica ofrece a los fabricantes una forma precisa de refinar estas placas antes de montar un violín, mediante una aplicación de la técnica Chladni.
Entre 2002 y 2003, el octeto de violines de Hutchins fue objeto de una exposición en el Museo Metropolitano de Arte de Nueva York, titulada: "La nueva familia de violines: Aumentando la sección de cuerda". Hutchins fue la fundadora de la New Violin Family Association, creadora en jefe del octeto de violines, autora de más de 100 publicaciones técnicas, editora de dos volúmenes de artículos recopilados sobre acústica del violín, cuatro becas del Martha Baird Rockefeller Fund for Music, ha recibido dos becas Guggenheim, una beca honoraria de la Sociedad Acústica de América (ASA) y cuatro doctorados honoris causa. En 1981, Hutchins recibió la Medalla de Plata de la ASA en Acústica Musical. En 1963, Hutchins cofundó la Catgut Acoustical Society, que desarrolla conocimientos científicos sobre la construcción de instrumentos nuevos y convencionales de la familia del violín.
El Hutchins Consort, que lleva el nombre de Hutchins, es un conjunto musical de California formado por los ocho instrumentos.
En 1974, Hutchins y Daniel W. Haines, utilizando materiales suministrados por la Hercules Materials Company, Inc. (Allegany Ballistics Laboratory) de Cumberland, Maryland, desarrollaron una tapa compuesta de grafito y epoxi que se determinó que era una alternativa satisfactoria al uso tradicional del abeto para la tabla armónica del violín.